# Míting de Nuremberg

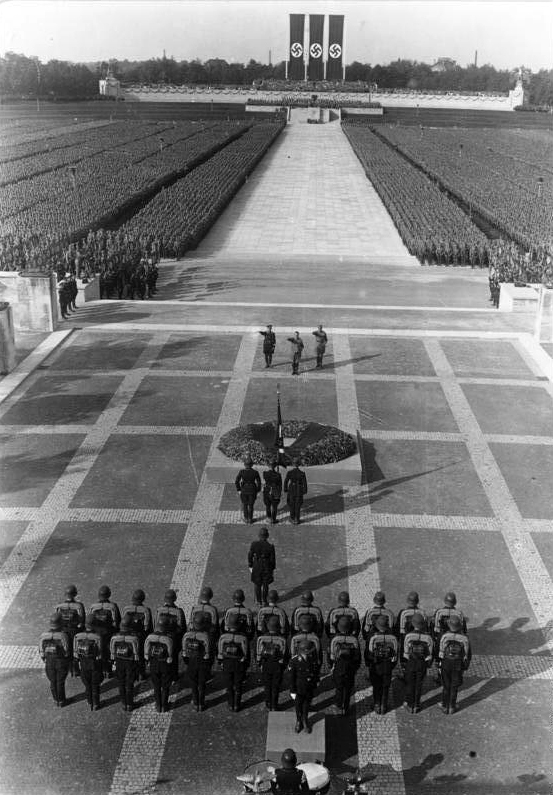
Míting de Nuremberg de 1934

Els Mítings de Núremberg (oficialment, Reichsparteitag, literalment "Congrés Nacional del Partit") era la cita anual del NSDAP (Partit Nazi) entre els anys 1923 i 1938 a Alemanya. Especialment després de l'ascens al poder d'Adolf Hitler, el 1933, es van convertir en grans esdeveniments propagandístics. Els Reichsparteitage es van celebrar a Nuremberg des de 1933 a 1938.
Els primers mítings del NSDAP es van fer el 1923 a Múnic i el 1926 a Weimar. A partir del 1927, es van fer sempre a Nuremberg, ciutat que es va seleccionar per diferents raons: estava situat al centre del Tercer Reich, la ciutat tenia l'estructura adient, el partit estava prou organitzat a la zona, i la policia local era favorable. Els actes es realitzaven durant la primera setmana de setembre sota la denominació Reichsparteitage des deutschen Volkes ("Congrés Nacional del Partit de la gent alemanya"), que significava la solidaritat entre el poble alemany i el NSDAP, i això es va traduir en el nombre creixent de participants, que va ariibar al mig milió, entre totes les seccions del partit, exèrcit i estat.
L'aspecte principal dels mítings de Núremberg fou la quasi devoció religiosa a Adolf Hitler, assenyalant-lo com el salvador d'Alemanya, escollit per divina providència. Les masses escoltaven els discursos del Führer, juraven lleialtat i marxaven davant seu. Els participants volien demostrar el poder del poble alemany i per voluntat pròpia se subordinaven a la disciplina i ordre amb la que haurien de renéixer com a nou poble.
Un component important addicional dels mítings de Nuremberg van ser els nombrosos actes i desfilades d'organitzacions afiliades i del Tercer Reich, com la Wehrmacht, SS, SA, Joventuts Hitlerianes, etc. També era la tribuna on les polítiques nazis eren proclamades. Les Lleis racials de Nuremberg, que treia als jueus la ciutadania i altres drets es van proclamar el míting de 1935 com a mesures per "protegir la sang alemanya".
Les demostracions de poder no es limitaven als camps del míting, sinó que les formacions marxaven pel centre històric de la ciutat, on eren rebuts per Hitler i les masses entusiastes. A la Plaça del Mercat, rebatejada com a Plaça Adolf Hitler el 1933, s'hi van construir tribunes de fusta, i les files de gent es manifestava pels carrers engalanats amb banderes.